# Rudolph Elvers
Johann Friedrich Rudolph Elvers (* 6. September 1825 in Göttingen; † 30. Mai 1891 in Wernigerode) war ein deutscher Jurist und Verwaltungsbeamter. Er war Regierungs- und Konsistorialrat im Dienst von Graf Otto zu Stolberg-Wernigerode und Landrat des preußischen Kreises Wernigerode.

## Leben
Rudolph Elvers stammte aus Mecklenburg. Sein Vater war der Jurist und Dozent Christian Friedrich Elvers (1797–1858). Er war verheiratet mit Mathilde (1833-) und hatte mit ihr einen Sohn und eine Tochter.
Elvers besuchte Gymnasien in Rostock und Kassel. Im Frühjahr 1846 schloss er die Schule mit der Maturitätsprüfung am Gymnasium Marburg ab. Ab 1846 studierte er für drei Jahre Rechtswissenschaften an der Philipps-Universität Marburg, Heidelberg und Berlin. Während seines Studiums wurde er im 1846 Mitglied der Alten Heidelberger Burschenschaft Frankonia.
1848, nach der Schleswig-Holsteinischen Erhebung, meldete er sich als Freiwilliger und wurde Mitglied des vom Kommandeur Kano zu Rantzau-Breitenburg befehligten 2. Freikorps. Als solcher nahm er am „väterlichen Freiheitskampf für die Herzogthümer Schleswig-Holstein“ im gleichen Jahr teil. Im Herbst 1849 beendete er sein Studium in Marburg, sodass er 1850 Referendar beim Obergericht Kassel werden konnte. Nach der Niederlage in der Schlacht von Idstedt diente er erneut, nun für sieben Monate, im Schleswig-Holsteinischen 5. Jäger-Corps und wurde bei der Auflösung der Schleswig-Holsteinischen Armee im Februar 1851 als Fähnrich entlassen.
Da seine Anstellung im kurhessischen Dienst scheiterte, promovierte Elvers im Oktober 1851 zum Dr. Jur. und habilitierte im Frühjahr 1852. Bis 1855 war Elvers Privatdozent für Römisches Recht in Göttingen und ging anschließend in den preußischen Justizdienst. Er wurde 1856 Kreisrichter in Höxter, dann 1862 Dirigent der Kreisgerichtsdeputation in Wernigerode. Von 1864 bis 1876 war er Regierungsrat und Konsistorialrat der Gräflichen Regierung in Stolberg-Wernigerode und schließlich bis 1890 Landrat in Wernigerode.
Elvers wurde 1885 Mitglied im Hauptausschuss des Deutschen Vereins für Armenpflege und Wohltätigkeit.  Er beschäftigte sich intensiv mit dem Landstreicherwesen und der Reform der vorherrschenden Praktiken, was ihm den Spottnamen "Wernigeröder Vagabunden-Elvers einbrachte." Seine Konzepte wurden teilweise in den bodelschwinghschen Arbeiterkolonien aufgegriffen.
Elvers wurde Dirigent der Königlichen und Gräflichen Kreisgerichts-Deputation zu Wernigerode und stieg bis zum Kreismeister auf. Als solcher erklärte er sich bereit, ab 1. Oktober 1864 in den Dienst des Grafen Otto zu Stolberg-Wernigerode zu treten und die Funktion eines Rats der Regierung und des Medizinalkollegiums sowie des Vorsitzenden des Konsistoriums Wernigerode zu übernehmen. Am genannten Tag erfolgte seine Bestellung zum gräflich-stolbergischen Regierungs- und Konsistorialrat.
Im Oktober 1876 wurde er kommissarisch mit der Verwaltung des Landratsamtes Wernigerode betraut. Im gleichen Jahr wurde er Nachfolger von Regierungsrat von Rosen im Amt des Direktors der Magdeburgischen Land-Feuersozietät.
Am 2. November 1876 erfolgte offizielle seine Einführung als Landrat. Gleichzeitig übergab er den Vorsitz im gräflichen Konsistorium Wernigerode an den Kammerdirektor und ehemaligen Bürgermeister von Wernigerode Hermann von Hoff. Mit Genehmigung des Ministeriums des Innern zu Berlin übernahm er im Mai 1877 wieder die Funktion des Vorsitzenden im gräflichen Konsistorium als Nebentätigkeit.
Elvers war konservativ und ging zum 1. Oktober 1890, unmittelbar nach dem letzten Tag der Gültigkeit des Sozialistengesetzes, in Pension. Graf Otto zu Stolberg-Wernigerode bedauerte dies mit ganzem Herzen und teilte ihm mit: Euer Hochwohlgeboren haben als erster königlicher Landrath mit solchem Verständnis für die geschichtliche Entwicklung und mit solcher Rücksicht auf die thatsächlichen Verhältnisse die Geschäfte geleitet und die erforderlichen Organisationen vorgenommen, daß Ihnen mein wärmster Dank dafür gebührt. Nur wenige Monate später starb Elvers in Wernigerode.

## Ehrungen
Elvers bekam am 31. August 1890 von Kaiser Wilhelm II. (als König von Preußen) den Roten Adlerorden III. Klasse mit der Schleife verliehen. Am 25. Mai 2020 wurde die Ernennungsurkunde bei der Sendung Bares für Rares an Christian Vechtel für 400 € verkauft.
Nach Elvers wurde der Elversstein bei Hasserode benannt, der in das System der Stempelstellen der Harzer Wandernadel einbezogen ist.

## Werke
- Der Unterstützungswohnsitz und das Landarmenwesen mit Rücksicht auf die vagabundierende Bettelei. (= Schriften des DV H. 3/1882).
- Zur Vagabondenfrage. (= Zeitfragen. H. 12). Berlin 1882, OCLC 36903231.